# Muğan (Cəlilabad)
Muğan è un comune dell'Azerbaigian situato nel distretto di Cəlilabad. Conta una popolazione di 1.852 abitanti.
| Controllo di autorità | J9U (EN, HE) 987007535045705171 |